# パパニコロウ染色

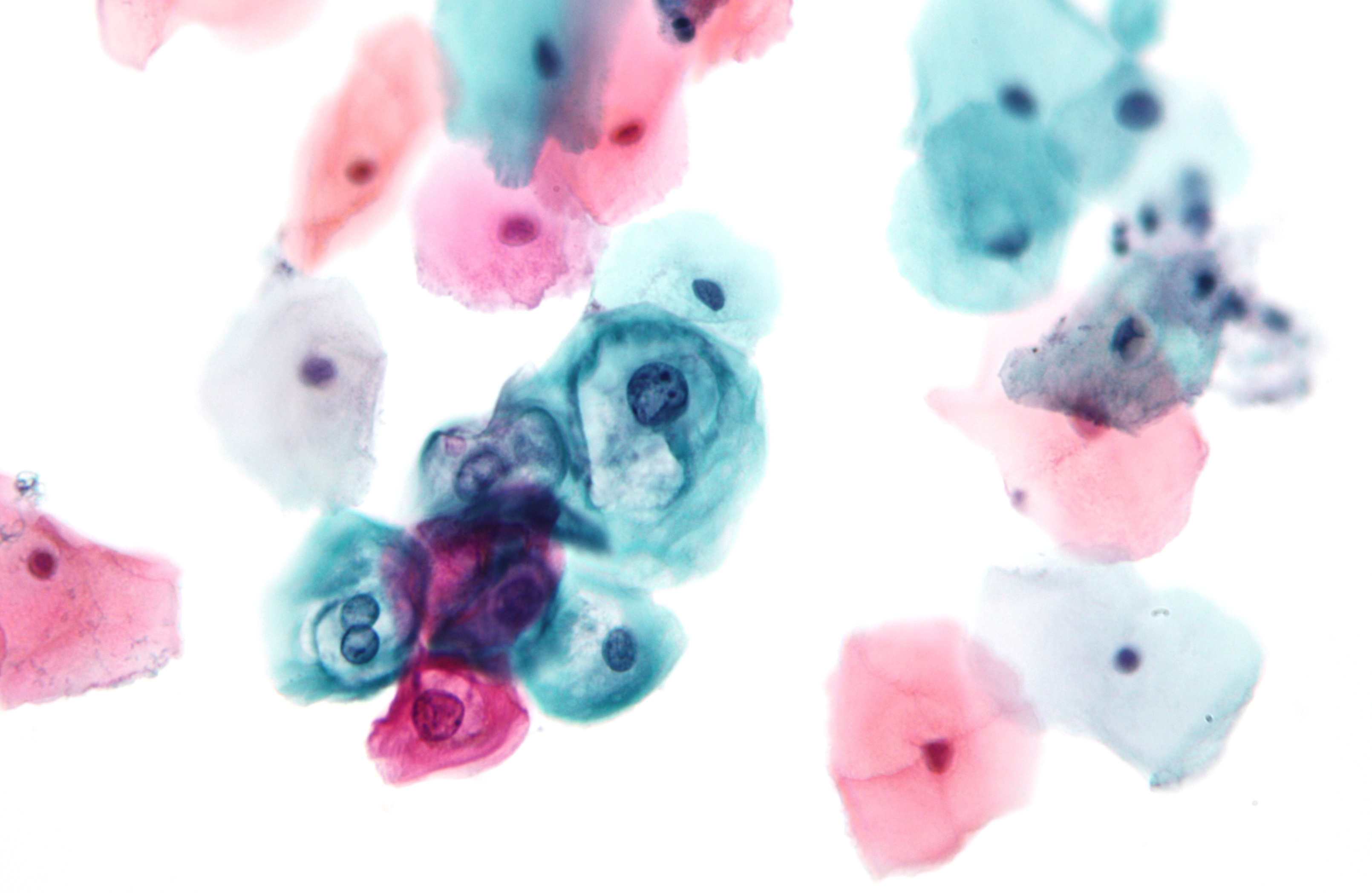
パパニコロウ染色

パパニコロウ染色（ - せんしょく／英: Papanicolaou stain）は、細胞標本染色法の1つ。1928年に細胞診について報告した医学者、ゲオルギオス・パパニコロウ（George Nicolaus Papanicolaou、1883年 - 1962年）の名を取って「パパニコロウ染色」と呼ぶ。英語読みのパパニコロー染色と発音する場合もある。パパニコロウの発音はギリシャ読みである。
癌や感染症の染色法として現在も臨床現場で広く用いられている。

## 手法
喀痰や血液、腫瘍細胞などの検体をスライドグラスに塗抹し、塗抹後1秒以内に95%エタノールに30分以上固定し、親水の95%、80%、70%、50%エタノールで各1槽、各10回出入させ、水洗を行い、核染色のヘマトキシリン染色液を3分以上、固定。水洗を行い、分別して0.5%塩酸水溶液に固定する。水洗し、脱水するため50%、70%、80%、95%エタノールで各1槽、各10回出入する。細胞質染色であるOG100染色液を1分以上、固定。分別し95%エタノールで各1槽、各10回出入する。細胞質染色であるEA100染色液を2分以上、固定。分別脱水し95%、100%エタノールを各1槽、各10回出入する。透徹しキシレンを3槽、各10回出入し、封入して、乾燥しないうちにコーティング剤を吹きつけ自然乾燥させ、標本を作成する。正荷電のヘマトキシリン染色液は負荷電の核酸と結合し核を染色、細胞質は分子量の異なった3種類の負荷電した酸性色素であるオレンジG、エオジンY、ライトグリーンSFYの細胞への拡散度の相違によって染め分けられる。特長として核構造が鮮明、透明度が高い、細胞質の色分別が可能が挙げられる。
染色されるものは以下の通り。
核（暗紫色）
細胞膜（扁平上皮細胞）
基底細胞（濃青緑色）
中層細胞（淡青緑色）
表層細胞（淡赤色～橙黄色）